# Michael Eric Reid
Michael Eric Reid (Bronx, Nueva York, 30 de diciembre de 1992) también conocido como Mikey Reid es un actor estadounidense. Ha aparecido en programas de televisión. Entre 2010 y 2013 interpretó a Sinjin Van Cleef en la serie de Nickelodeon Victorious
Reid apareció en Mamaboy como Ditto, el mejor amigo del personaje principal Kelly Hankins, una estudiante de bachillerato que ha de esconder el hecho de que quedó embarazada.

## Filmografía

### Películas
| Año  | Película              | Personaje       | Notas         |
| ---- | --------------------- | --------------- | ------------- |
| 2009 | Fama                  | Chico pelirrojo |               |
| 2009 | House of D            | Donald          | No acreditado |
| 2015 | The Funhouse Massacre | Mikey           |               |
| 2016 | The Honor Farm        | Jesse           |               |
| 2016 | Mamaboy               | Ditto           |               |
| 2018 | Camp Cold Brook       | Kevin           |               |

### Televisión
| Año     | Programa                     | Personaje                          | Notas                                                         |
| ------- | ---------------------------- | ---------------------------------- | ------------------------------------------------------------- |
| 2003    | Saturday Night Live          | Niño vestido de jugador de béisbol | Episodio: Halle Berry/Britney Spears                          |
| 2004    | Law & Order: Criminal Intent | Nicky Carlotta                     | Episodio: "F.P.S."                                            |
| 2004    | Ed                           | Kareem                             | Episodio: "Hidden Agendas"                                    |
| 2008    | Miss Guided                  | Roger                              | Dos episodios: "Hot Sub" y "The List"                         |
| 2009    | Weeds                        | Fanboy                             | Episodio: "Pegamento"                                         |
| 2010    | Career Version               | Bobby Watson                       | Corto                                                         |
| 2010–13 | Victorious                   | Sinjin Van Cleef                   | Personaje recurrente, aparece en los créditos como Mikey Reid |
| 2011    | Marvin el Matador            | Marvin                             | Corto                                                         |
| 2011    | Juego de casa                | Nathan                             | Piloto televisivo no vendido                                  |
| 2011    | Workaholics                  | Niño Chef                          | Episodio: "La Promoción"                                      |
| 2011    | iCarly                       | Sinjin Van Cleef                   | Crossover Episodio: "Fiesta con Victorious"; como Sinjin      |
| 2011    | Familia moderna              | Abraham                            | Episodio: "After the Fire"                                    |
| 2013    | Teens Wanna Know             | Él mismo - Invitado                | Serie documental - Young Artist Awards, Edición 34.ª          |
| 2014    | Sam & Cat                    | Él mismo                           | Episodio: "#BlooperEpisode"                                   |
| 2018    | The Blacklist                | W.P. Helado                        | Episodio: "Nicholas T. Moore"                                 |
| 2019    | Ciudad paraíso               | Mehoves                            | Estrella invitada recurrente                                  |